# Mirosław Tłokiński
Mirosław Adam Tłokiński (ur. 2 października 1955 w Gdyni) – polski piłkarz, były gracz m.in. Widzewa Łódź, występujący na pozycji napastnika, obrońcy-stopera. Ojciec aktora Philippe’a Tłokińskiego.

## Kariera zawodnicza
Karierę zawodniczą rozpoczął we Flocie Gdynia (1969–1973). W latach 1973–1975 występował w Arce Gdynia. Następnie reprezentował barwy Lechii Gdańsk (w sezonie 1975/1976), Widzewa Łódź (w latach 1976–1983), RC Lens (1983–1985), CS Chênois (1985–1987), Vevey Sports (1987–1988), FC Renens (1988–1989), FC Onex (1990–1993) i Urania Genève Sport (1993).
Największym sukcesem w karierze Tłokińskiego był awans z drużyną Widzewa Łódź do półfinału Pucharu Europy Mistrzów Klubowych (1982/1983) (obecnie Liga Mistrzów UEFA), a także dwukrotne zdobycie z tą drużyną mistrzostwa Polski (1981 i 1982) oraz zdobycie w 1983 roku tytułu króla strzelców polskiej ekstraklasy.
W 1985 roku ukończył studia magisterskie na AWF Warszawa.
Prowadzi szkołę piłkarską w Szwajcarii.

## Reprezentacja Polski
| lp. | Data          | Miejsce   | Przeciwnik | Rezultat | Rozgrywki  | Grał   | Uwagi |
| --- | ------------- | --------- | ---------- | -------- | ---------- | ------ | ----- |
| 1.  | 25 marca 1981 | Bukareszt | Rumunia    | 0-2      | towarzyski | do 46' |       |
| 2.  | 23 marca 1983 | Łódź      | Bułgaria   | 3-1      | towarzyski | do 46' |       |

## Sukcesy
Widzew Łódź
- Mistrzostwo Polski (2): 1980/81, 1981/82
- Król strzelców (1): 1982/83 (15 trafień)